# Takeshi Matsuda
Takeshi Matsuda (Japans: 松田 丈志, Matsuda Takeshi) (Nobeoka, 23 juni 1984) is een Japanse zwemmer. Matsuda vertegenwoordigde zijn vaderland op de Olympische Zomerspelen 2004, 2008, 2012 en 2016.

## Carrière
Matsuda maakte zijn internationale debuut op de Pan Pacific kampioenschappen zwemmen 2002 in Yokohama. Op dit toernooi eindigde hij als vierde op de 200 meter vlinderslag en als zesde op de 800 meter vrije slag, daarnaast werd hij uitgeschakeld in de series van de 400 meter vrije slag.
Tijden de Olympische Zomerspelen 2004 in Athene bereikte de Japanner de achtste plaats op de 400 meter vrije slag, op de 200 meter vlinderslag strandde hij in de halve finales en op de 1500 meter vrije slag in de series. Enkele weken later nam hij deel aan de wereldkampioenschappen kortebaanzwemmen 2004 in Indianapolis. Daar eindigde Matsuda als zesde op de 400 meter vrije slag en als achtste op de 200 meter vlinderslag, op de 100 meter vlinderslag strandde hij in de halve finales en op de 4x100 meter wisselslag eindigde hij als zesde, samen met Takashi Nakano, Genki Imamura en Hidemasa Sano.

### 2005-2008
Op de wereldkampioenschappen zwemmen 2005 in Montreal sleepte Matsuda de zilveren medaille in de wacht op de 200 meter vlinderslag. Op de 400 meter vrije slag eindigde de Japanner als zevende en op de 1500 meter vrije slag strandde hij in de series. Met zijn landgenoten Yoshihiro Okumura, Sho Uchida en Daisuke Hosokawa eindigde hij op de vijfde plaats op de 4x200 meter vrije slag.
Tijdens de Pan Pacific kampioenschappen zwemmen 2006 in Victoria behaalde Matsuda de bronzen medaille op zowel de 200 meter vlinderslag als de 1500 meter vrije slag. Op de 400 meter vrije slag eindigde de Japanner als zesde en met zijn landgenoten Takamitsu Kojima, Yuji Sakurai en Daisuke Hosokawa als vierde op de 4x200 meter vrije slag. In Doha nam de Japanner deel aan de Aziatische Spelen 2006. Op dit toernooi veroverde hij de zilveren medaille op de 200 meter vlinderslag en de bronzen medaille op zowel de 400 als de 1500 meter vrije slag. Samen met Yuji Sakurai, Takamitsu Kojima en Daisuke Hosokawa sleepte hij de gouden medaille in de wacht op de 4x200 meter vrije slag.
Op de wereldkampioenschappen zwemmen 2007 in Melbourne strandde Matsuda in de halve finales van de 200 meter vlinderslag en in de series van de 400 en de 1500 meter vrije slag. Met zijn landgenoten Yuji Sakurai, Takamitsu Kojima en Daisuke Hosokawa bereikte hij de zevende plaats op de 4x200 meter vrije slag. 
Tijdens de Olympische Zomerspelen 2008 in Peking sleepte Matsuda de bronzen medaille in de wacht op de 200 meter vlinderslag, achter Michael Phelps en László Cseh. Op de 400 en 1500 meter vrije slag slaagde de Japanner er niet in om de finale te bereiken.

### 2009-2012
In Rome nam de Japanner deel aan de wereldkampioenschappen zwemmen 2009. Op dit toernooi veroverde hij de bronzen medaille op de 200 meter vlinderslag en strandde hij in de series van de 400 meter vrije slag, op de 4x200 meter vrije slag eindigde hij samen met Sho Uchida, Yoshihiro Okumura en Shogo Hihara op de vierde plaats.
Op de Pan Pacific kampioenschappen zwemmen 2010 in Irvine legde hij, op zowel de 800 meter vrije slag als de 200 meter vlinderslag, beslag op de bronzen medaille, daarnaast eindigde hij als zesde op de 400 meter vrije slag. Samen met Yuki Kobori, Yoshihiro Okumura en Sho Uchida sleepte hij de zilveren medaille in de wacht op de 4x200 meter vrije slag. Tijdens de Aziatische Spelen 2010 in Guangzhou veroverde Matsuda de gouden medaille op de 200 meter vlinderslag en de bronzen medaille op de 200 meter vrije slag, op de 400 meter vrije slag eindigde hij op de vierde plaats. Op de 4x200 meter vrije slag legde hij samen met Yuki Kobori, Sho Uchida en Shunsuke Kuzuhara beslag op de zilveren medaille.
In Shanghai nam de Japanner deel aan de wereldkampioenschappen zwemmen 2011, op dit toernooi veroverde hij de zilveren medaille op de 200 meter vlinderslag. Samen met Shogo Hihara, Yuki Kobori en Yoshihiro Okumura eindigde hij als zevende op de 4x200 meter vrije slag, op de 4x100 meter vrije slag werd hij samen met Takuro Fujii, Shogo Hihara en Yoshihiro Okumura uitgeschakeld in de series. Samen met Ryosuke Irie, Ryo Tateishi en Takuro Fujii zwom hij in de series van de 4x100 meter wisselslag, in de finale eindigden Irie en Fujii samen met Kosuke Kitajima en Shogo Hihara op de vierde plaats.
Tijdens de Olympische Zomerspelen van 2012 in Londen behaalde Matsuda de bronzen medaille op de 200 meter vlinderslag, daarnaast strandde hij in de series van de 100 meter vlinderslag. Op de 4x100 meter wisselslag sleepte hij samen met Ryosuke Irie, Kosuke Kitajima en Takuro Fujii de zilveren medaille in de wacht.

### 2013-2016
Op de wereldkampioenschappen zwemmen 2013 in Barcelona werd de Japanner uitgeschakeld in de halve finales van de 200 meter vlinderslag. Samen met Kosuke Hagino, Sho Sotodate en Yuki Kobori eindigde hij als vijfde op de 4x200 meter vrije slag.
In Gold Coast nam Matsuda deel aan de Pan-Pacifische kampioenschappen zwemmen 2014. Op dit toernooi strandde hij in de series van de 200 meter vrije slag en de 100 en 200 meter vlinderslag. Op de 4x200 meter vrije slag legde hij samen met Kosuke Hagino, Reo Sakata en Yuki Kobori beslag op de zilveren medaille. Tijdens de Aziatische Spelen 2014 in Incheon eindigde de Japanner als vijfde op de 200 meter vrije slag. Samen met Yuki Kobori, Kosuke Hagino en Daiya Seto veroverde hij de gouden medaille op de 4x200 meter vrij slag.
Op de Olympische Zomerspelen van 2016 in Rio de Janeiro sleepte hij samen met Kosuke Hagino, Naito Ehara en Yuki Kobori de bronzen medaille in de wacht.

## Internationale toernooien
| Jaar | Olympische Spelen                                             | WK langebaan | WK kortebaan                                                                                        | PanPacs                                                                                 | Aziatische Spelen                                                           |
| ---- | ------------------------------------------------------------- | --- | --------------------------------------------------------------------------------------------------- | --------------------------------------------------------------------------------------- | --------------------------------------------------------------------------- |
| 2002 |                                                               | | geen deelname                                                                                       | 13e 400m vrije slag 6e 800m vrije slag 4e 200m vlinderslag                              | geen deelname                                                               |
| 2003 |                                                               | geen deelname | |                                                                                         |                                                                             |
| 2004 | 8e 400m vrije slag 13e 1500m vrije slag 14e 200m vlinderslag  | | DQ 200m vrije slag 6e 400m vrije slag 15e 100m vlinderslag 8e 200m vlinderslag 6e 4x100m wisselslag |                                                                                         |                                                                             |
| 2005 |                                                               | 7e 400m vrije slag · 9e 1500m vrije slag · 200m vlinderslag · 5e 4x200m vrije slag                                    | |                                                                                         |                                                                             |
| 2006 |                                                               | | geen deelname                                                                                       | 6e 400m vrije slag · 1500m vrije slag · 200m vlinderslag · 4e 4x200m vrije slag         | 400m vrije slag · 1500m vrije slag · 200m vlinderslag · 4x200m vrije slag   |
| 2007 |                                                               | 12e 400m vrije slag 11e 1500m vrije slag 9e 200m vlinderslag 7e 4x200m vrije slag                                     | |                                                                                         |                                                                             |
| 2008 | 10e 400m vrije slag · 18e 1500m vrije slag · 200m vlinderslag | | geen deelname                                                                                       |                                                                                         |                                                                             |
| 2009 |                                                               | 15e 400m vrije slag · 200m vlinderslag · 4e 4x200m vrije slag                                                         | |                                                                                         |                                                                             |
| 2010 |                                                               | | geen deelname                                                                                       | 6e 400m vrije slag · 800m vrije slag · 200m vlinderslag · 4x200m vrije slag             | 200m vrije slag · 4e 400m vrije slag · 200m vlinderslag · 4x200m vrije slag |
| 2011 |                                                               | 200m vlinderslag · 10e 4x100m vrije slag · 7e 4x200m vrije slag · 4e 4x100m wisselslag · Matsuda zwom enkel de series | |                                                                                         |                                                                             |
| 2012 | 17e 100m vlinderslag · 200m vlinderslag · 4x100m wisselslag   | | |                                                                                         |                                                                             |
| 2013 |                                                               | 11e 200m vlinderslag 5e 4x200m vrije slag                                                                             | |                                                                                         |                                                                             |
| 2014 |                                                               | | geen deelname                                                                                       | 20e 200m vrije slag · 23e 100m vlinderslag · serie 200m vlinderslag · 4x200m vrije slag | 5e 200m vrije slag · 4x200m vrije slag                                      |
| 2015 |                                                               | geen deelname | |                                                                                         |                                                                             |
| 2016 | 4x200m vrije slag                                             | | 6-11 december                                                                                       |                                                                                         |                                                                             |

## Persoonlijke records
Bijgewerkt tot en met 13 november 2011
Kortebaan
| Afstand          | Tijd    | Datum            | Plaats |
| ---------------- | ------- | ---------------- | ------ |
| 200m vrije slag  | 1.43,93 | 21 oktober 2010  | Tokio  |
| 400m vrije slag  | 3.39,91 | 22 februari 2009 | Tokio  |
| 100m vlinderslag | 51,20   | 13 november 2011 | Tokio  |
| 200m vlinderslag | 1.49,50 | 12 november 2011 | Tokio  |

Langebaan
| Afstand          | Tijd     | Datum            | Plaats    |
| ---------------- | -------- | ---------------- | --------- |
| 200m vrije slag  | 1.47,08  | 19 augustus 2010 | Irvine    |
| 400m vrije slag  | 3.44,99  | 9 augustus 2008  | Peking    |
| 800m vrije slag  | 7.49,65  | 1 april 2009     | Hamamatsu |
| 1500m vrije slag | 15.06,28 | 31 maart 2007    | Melbourne |
| 100m vlinderslag | 52,36    | 2 augustus 2012  | Londen    |
| 200m vlinderslag | 1.52,97  | 13 augustus 2008 | Peking    |